# 栖本通次
栖本 通次（すもと みちつぐ、生没年不詳）は、17世紀の江戸時代初期に活動した武将。熊本藩士。通称は又七郎。柄本又七郎とするのは誤り。栖本鎮弘（しげひろ）の子。

## 経歴
栖本氏は、戦国時代に天草五人衆の一つに数えられた肥後国天草諸島の土豪であった。通次は、栖本13代当主・栖本親高の甥にあたる又七郎鎮弘の子として誕生する。
父・鎮広の代に肥後熊本藩主・加藤清正に仕えたが、清正の子・忠広が改易されると新領主となった細川忠利に仕えた。
忠利の子・光尚が藩主となった翌年の寛永20年（1643年）、細川家臣・阿部権兵衛が先代・忠利の法事で髻を切る行為に出て投獄され、それが元で阿部一族が屋敷に立てこもる事件が起きた。通次は上意討ちの討ち手として2月17日の討ち入りに加わり、阿部一族はことごとく討ち取られ、権兵衛も処刑された。

## 『阿部茶事談』と『阿部一族』
『阿部茶事談』は正徳～享保年間に成立した、阿部一族討ち入りの顛末を、創作も交えて書いた書物である。同書では、通次の屋敷は阿部一族の隣家であったことから「討ち入り無用」と言い渡されるが（史実では正式な討ち手の一員である）、独断で討ち入りに加わり、勲功第一と称された。その後、「元亀天正のころは、城攻め野合せが朝夕の飯同様であった、阿部一族討ち取りなぞは茶の子の茶の子の朝茶の子じゃ」と自慢したという記述があり、これが『阿部茶事談』という表題の元になっている。
森鷗外の小説『阿部一族』では、誤って「柄本又七郎」と表記されている。『阿部茶事談』を脚色し、阿部一族と親交のある理解者として書かれている。阿部一族に同情しつつも、武士として手を出さないわけには行かない心情を書いているが、討ち取ったあと「茶の子の茶の子の朝茶の子」と自慢する下りは変わっていない。